# Рощинська сільська рада (Стерлітамацький район)
Ро́щинська сільська рада (рос. Рощинский сельский совет) — муніципальне утворення у складі Стерлітамацького району Башкортостану, Росія. Адміністративний центр та єдиний населений пункт — село Рощинський.

## Населення
Населення — 1985 осіб (2019, 1957 в 2010, 1757 в 2002).